# الانتقال من المدارس إلى السجون
الانتقال من المدارس إلى السجون هو نمط واسع الانتشار في الولايات المتحدة الأمريكية يدفع الطلاب، خاصة أولئك الذين يفتقدون الحماس للدراسة، خارج المدرسة إلى نظام العدالة الجنائية. ويأتي هذا الانتقال نتيجة لإهمال المؤسسات العامة في التعامل مع الطلاب بصورة مناسبة كأفراد قد يحتاجون إلى مساعدة تعليمية أو اجتماعية، أو عجز هذه المؤسسات عن فعل ذلك نتيجة للنقص في العمالة أو الانتداب القانوني. ويؤدي سوء التعليم الناتج والسجن الجماعي إلى خلق حلقة مفرغة للأفراد والمجتمعات.
تم إلقاء الضوء على هذا المفهوم عن طريق فعاليات ومؤسسات إصلاح التعليم مثل الاتحاد الأمريكي للحريات المدنية (ACLU), ومركز سياسات العدالة، واتحاد الحريات المدنية في نيويورك (NYCLU).
يقصد من مفهوم الانتقال من المدارس إلى السجون بأنه استغلال كافة المستويات الحكومية بالولايات المتحدة الأمريكية (الفيدرالية والولاية والمقاطعة والمدينة والمنطقة التعليمية)، وبكل من الطريقة المباشرة وغير المباشرة.

## المكونات
حددت الباحثة التعليمية كريستين كريسل وزملاؤها  أن الممارسات على مستوى المدرسة ترتبط بالإهمال والسجن. تشتمل هذه الممارسات على الممارسات الشرطية المتطرفة في المدارس بالإضافة إلى الاختبارات عالية المخاطر والتي توبخ الطلاب لفشلهم في الدراسة.

### سياسات عدم التسامح
عادة ما تكون سياسات عدم التسامح التأديبية هي الخطوة الأولى في رحلة الطفل خلال عملية النقل. تفرض سياسات عدم التسامح قواعد سلوك قاسية على الطلاب بغض النظر عن الظروف الفردية. أصبحت نقابة المحامين الأمريكية حاسمة تجاه هذه السياسات، وأطلقت عليها اسم "حل يرضي جميع الأطراف" والتي قامت بإعادة تعريف الطلاب كمجرمين."
وقد اكتشفت إحدى الدراسات التي أجراها المركز القومي للسياسات التعليمية أن سياسات عدم التسامح في الأمة أدت إلى زيادة معدل التوقف عن الدراسة، وبالتحديد للطلاب السود المتهمين بجرائم غير عنيفة مثل عدم ارتداء الزي المدرسي واستخدام الهاتف المحمول والتمرد. وقد اكتشفوا أن سياسات عدم التسامح وضعت الأطفال في طريق التهرب من المدرسة واحتمال السجن.

### الممارسات الشرطية المتطرفة
وفقًا للاتحاد الأمريكي للحريات المدنية، تعتمد المدارس على شرطة ضعيفة التدريب، بدلاً من المعلمين والإداريين، لمعالجة حالات سوء السلوك الصغيرة في المدرسة. والحقيقة هي أن المدارس العامة خضعت خلال الخمسة عشر عامًا الماضية لتغييرات كبيرة في السياسات الأمنية بالمدرسة. أصبجت المراقبة بالكاميرات وكلاب تتبع المخدرات وضباط الأمن المحلفين من الخصائص المألوفة في أغلب المدارس العامة في الولايات المتحدة الأمريكية. وقد رأى الدارسون أن هذه الزيادة في المقاييس الأمنية هي نتيجة للمخاوف المتزايدة من العنف في المدارس. وأحد الأمثلة المنتشرة هو إطلاق النار في مدرسة كولومباين الثانوية عام 1999. ومما يدعو للسخرية من زيادة الأمن بعد حادثة إطلاق النار في مدرسة كولومبين هو أن ضباط الشرطة المسلحين كانوا متمركزين عند مدرسة كولومبين الثانوية في وقت المذبحة ولم يتمكنوا من إيقافها. والآن حيث إن الشرطة أصبحت متواجدة بكثرة في المدارس العامة، فإن الخط الفاصل بين التأديب وفق معايير السياسة العامة للمدارس مقابل التأديب عن طريق معايير فرض القانون أصبح غير واضح.
اشتمل «تأمين» المدرسة عام 2012 في كازا جراند، بولاية أريزونا، على موظفي شركة الإصلاحات الأمريكية - وهم مشاركون غير مألوفين في إجراءات الشرطة الحكومية. وفي هذا الصدد، قالت كارولين إيزاك من لجنة خدمات أصدقاء أمريكا بمدينة توسكون عن الحدث: «إن دعوة حراس السجون غير الهادفين للربح لإدارة إجراءات فرض القانون في المدارس العليا قد يعتبر أكثر أساليب التعبير عن» النقل من المدارس إلى السجون«مباشرة رأيته في حياتي.» 

### تنوع الموارد
يجادل الاتحاد الأمريكي للحريات المدنية (ACLU) بأنه يمكن توجيه الموارد بحيث تعمل على تحسين المدارس التي تعاني من نقص الموارد ويتم استخدامها بدلاً من ذلك للأمن، على الرغم من حقيقة أن هذه المدارس نفسها هي التي تعاني من نقص في الموارد التعليمية الأساسية مثل الكتب المدرسية والمكتبات.

### أحكام ظالمة
يتلقى الطلاب الذين يحصلون على درجات منخفضة في الاختبارات عقوبات عن كسر القواعد أكثر من زملائهم في المدارس الأخرى. هذا الاتجاه يوازي ويشتمل على التفاوت في الأحكام في «الحرب على المخدرات.»

### الاختبارات عالية المخاطر
يتم فرض عقوبات على المزيد والمزيد من المدارس نتيجة للأداء الضعيف وفقًا لـ قانون لا يتخلف طفل عن التعليم؛ ونتيجة لذلك، يجب أن يميل المدرسون العاملون في هذه المدارس إلى اختبارات موحدة تُستخدم في عمليات التقييم. يجادل معارضو هذه الاختبارات بأنها تضعف إمكانات المدرسين والطلاب، وبأنها تستغرق الكثير من الوقت، وبأنها تعزز من الحفظ عن ظهر قلب بدلاً من التفكير النقدي.
يخضع الطلاب الذين ينتمون إلى الأقليات لعمليات فحص عن الخروج من المدارس تحدد ما إذا كانوا متخرجين من مدرسة عليا أم لا. من المحتمل أن يكون هؤلاء الطلاب في المدارس ذات التمويل الأقل ومن الطبقة ذات الحجم الأكبر. علاوة على ذلك، تعاني مدارسهم نتيجة لمعاقبتها لانخفاض درجات الاختبار.

### التشابه المؤسسي
يتمثل الوجه الآخر من أوجه النقل من المدارس إلى السجون في الأنماط المتداخلة من التشابه المؤسسي. تشتمل هذه على الممارسات التأديبية والبيروقراطية لتخزين الإنسان في المباني، بالإضافة إلى الثقافة المؤسسية التي تحط من قدر الأشخاص المتأثرين بها. أحد الأمثلة البسيطة ولكنها منتشرة على هذه الثقافة هو تقسيم الطلاب إلى «أطفال صالحين» و«أطفال سيئين،»
وقد اقترح مايكل فوكولت، في كتابه قواعد السلوك والعقاب، الصادر عام 1975، بأن تصبح المؤسسات المختلفة امتدادًا للسجون بصورة تدريجية، مما ينتج عنه «نظام الاعتقال» الذي يؤدي الآن إلى تنظيم أكثر للمجتمع.

## مشاكل منهجية
تحاول الانتقادات الموجهة للنقل من المدارس إلى السجون عرض كيف يندرج هذا الأسلوب ضمن أنظمة أكبر من الهيمنة مثل التمييز العنصري والتفضيل والرأسمالية. يؤدي التوزيع غير العادل للموارد التعليمية إلى جعل الطلاب أقل قابلية للتعلم والعثور على وظائف وأكثر عرضة للوصول إلى السجن. كلما زاد عدد من يتعرضون للسجن في المجتمعات المحرومة، زاد نفور هذه المجتمعات وابتعادها اقتصاديًا.
يمكن نقد النقل من المدارس إلى السجون أيضًا فيما يتعلق بـ الليبرالية الجديدة، وهي فكرة أن قوى السوق يمكنها أن تنظم كل أوجه المجتمع. ونظرًا لأنه يمكن خصخصة السجون وتشغيلها للحصول على ربح ولا يمكن للمدارس العامة التقليدية أن تفعل ذلك، فإن السوق يفضل إرسال الناس إلى السجون بدلاً من المدارس، وبالتحديد إذا لم يكن مقدرًا لهم أن يصبحوا جزءًا من قوى العمل الماهرة. (يمكن أن يصبح الناس، كسجناء، مجبرين على القيام بالعمل على أية حال.) وللتوافق مع هذا النظام، تم تقليص ميزانيات المدارس بينما تم توسيع ميزانيات السجون بصورة كبيرة، بينما حتى داخل المدارس، يذهب الكثير من التمويل للشرطة والقليل للمدرسين والأطفال. وتعد درة النتائج بين الاختبار الموحد وتمويل المدرسة وجهًا آخر من وجه الليبرالية الجديدة، مما يؤدي إلى خلق تنافس بين الطلاب والمدرسين الذين يحتاجون إلى نتائج جيدة في الاختبارات للحفاظ على وظائفهم.
ولأن الليبرالية الجديدة لا تترك قطاعًا كبيرًا ومتوسعًا من السكان على مستوى العالم، فإنها تخلق بشرًا محرومين بحاجة إلى السيطرة عليهم. يعد نظام العدالة الجنائية المتخصص في التحكم في السكان الأكثر فقرًا والقبض عليهم نظيرًا لسياسات «السوق الحرة» التي تشكل الوجه العام لليبرالية الجديدة.

## الحجج المضادة
في مقال نشر في صحيفة قانون نيوجيرسي "New Jersey Law Journal"، كرد فعل على معارضة نقابة المحامين الأمريكية لسياسات عدم التسامح، كان هناك زعم بأنه حتى مع تفعيل هذه القواعد، فالمدارس لديها المرونة الكافية لتحديد ما إذا كان يجب على الطلاب البقاء في المدرسة أم لا. ويعتقد المؤيدون لهذه السياسة أن قوانين عدم التسامح تزيد من الأمان في المدارس وبأن سوء تطبيق هذه القوانين أمر نادر الحدوث ومعتمد على الحدس.

## الفعالية
تأخذ عملية مقاومة النقل من المدارس إلى السجون أشكالاً كثيرة بسبب نطاق الأنظمة المرتبطة بها. فبعض المجموعات، مثل سجون إعادة التفكير، ترى أن النقل من المدارس إلى السجون يعد هدفًا واحدًا مباشرًا يتكتل حوله الكفاح العام للوصول إلى العدالة الاجتماعية.
كما تمت معارضة الظلم التعليمي والقانوني بأنواع مختلفة من المجموعات، ومن بينها الفوضويون والاشتراكيون. وتضم الأمثلة على نطاق النظام أنواعًا من الإصلاح التعليمي وإلغاء السجون،
يلعب اتحاد الحريات المدنية في نيويورك دورًا نشطًا في مكافحة النقل من المدارس إلى السجون وكذلك فيما يتعلق بإرشاد طلاب المدارس العامة في نيويورك إلى حقوقهم داخل حدود مدارسهم، تمتد هذه الحقوق من تلك الحقوق المتعلقة بكيفية التفاعل مع ضباط الأمن بالمدرسة ومواردها حتى كيفية التعامل مع كاشفات المعادن.

## التقاضي
في يناير من عام 2010، قام اتحاد الحريات المدنية في نيويورك والاتحاد الأمريكي للحريات المدنية ومكتب دورسي وويتني للمحاماة (شراكة ذات مسئولية محدودة) بإقامة دعوة من الطبقة الفيدرالية  في تحدٍ لممارسات قسم شرطة مدينة نيويورك في القبض على الأطفال بصورة خاطئة واستخدام القوة المفرطة ضدهم في مدارس مدينة نيويورك.
وفي أغسطس من عام 2012، حررت وزارة العدل الأمريكية خطابًا بما تم العثور عليه وموضحًا بأن محكمة الأحداث في مقاطعة لودرديل وقسم شرطة ميريديان وقسم الميسيسيبي لخدمات الأحداث تنتهك الحقوق الدستورية للأحداث في ميريدان بولاية الميسيسيبي، وقد أظهرت تحقيقات القسم بأن الوكالات ساعدت في تشغيل النقل من المدارس إلى السجون والذي يتم بواسطته القبض على الأطفال في المدارس المحلية أصبح متشابكًا مع دورة الحبس بدون حماية موضوعية وإجرائية تم اكتسابها من خلال دستور الولايات المتحدة.

## وصلات خارجية
- David Arredondo